# Clayton (Illinois)
Clayton è un villaggio degli Stati Uniti d'America, situato nello Stato dell'Illinois, nella contea di Adams.
| Controllo di autorità | VIAF (EN) 137384309 · LCCN (EN) n98040972 · J9U (EN, HE) 987007535721905171 |